# Круглое (Стародубский район)
Круглое — поселок в Стародубском муниципальном округе Брянской области.

## География
Находится в южной части Брянской области на расстоянии приблизительно 20 км на юг-юго-восток по прямой от районного центра города Стародуб.

## История
На карте 1941 года показан как поселение с 27 дворами. До 2019 года входило в состав Мишковского сельского поселения, с 2019 по 2020 год в состав Десятуховского сельского поселения Стародубского района до их упразднения.

## Население
Численность населения: 10 человек в 2002 году (русские 90 %), 0 в 2010.